# Aparelha Luzia
Aparelha Luzia é um centro cultural e quilombo urbano de São Paulo, fundado em abril de 2016.
A Aparelha foi criada pela ativista, artista, educadora e deputada estadual por São Paulo Erica Malunguinho. O seu projeto inicial era usar a casa no bairro dos Campos Elíseos como um ateliê. Em seguida, transformou o local num espaço de convivência e de circulação de artistas negros. O nome escolhido é uma versão feminina dos aparelhos, células de resistência contra a ditadura militar de 1964, e uma homenagem a Luzia, o mais antigo fóssil humano do Brasil.
A Aparelha promove festas, cursos, exposições e debates. Por ela passaram artistas como Leci Brandão, Cuti, Conceição Evaristo e Liniker. Também conta com uma cozinha comandada pela chef Cícera Alves. 